# Joseph Odermatt
Paus Petrus III (Spaans: Pedro III), geboren als Markus Joseph Odermatt, is sinds 22 april 2016 de vierde paus van de Palmariaans-Katholieke Kerk. Hij pretendeert de 266e paus van de Rooms-Katholieke kerk te zijn. Nadat zijn voorganger, Gregorius XVIII (Ginés Jesús Hernández) de Palmariaans-Katholieke Kerk had verlaten en zich met het Vaticaan had verzoend, volgde Odermatt hem als paus op. De cathedra van Petrus II en zijn voorgangers staat in de kathedraal van Onze Gekroonde Moeder van Palmar in het Spaanse dorp El Palmar de Troya.
Odermatt is ook bekend onder de religieuze naam Eliseo María de la Santa Faz.

## Biografie
Odermatt werd geboren in Stans in Zwitserland. Hij beweert dat hij een afstammeling is van Sint Nicolaas van Flüe. In 1985 trad hij toe tot de Orde van de Karmelieten van het Heilige Aanschijn en werkte achttien jaar lang als missionaris in Zuid-Amerika. Van 2011 tot 2016 was hij staatssecretaris van de Orde.  In 2016 volgde hij Ginés Jesús Hernández op als paus van de Palmariaans-Katholieke Kerk en nam de pausnaam Peter III aan. 
Enkele maanden later publiceerde hij een encycliek, waarin hij zijn voorganger ervan beschuldigde zijn voormalige kerk in diskrediet te hebben gebracht en twee miljoen euro van de Palmariaans-Katholieke Kerk te hebben gestolen, naast diverse goederen (waaronder een BMW X6 ). Hij verklaarde hem vervolgens tot afvallige, excommuniceerde hem en verklaarde al zijn daden nietig . Hernández ontkent de beschuldigingen van diefstal.
Odermatt ontbond het pauselijke gardekorps dat door zijn voorganger was ingesteld, omdat hij het onnodig achtte voor zijn veiligheid. In 2018 reisde hij voor het eerst naar de Verenigde Staten om deel te nemen aan een ‘ Eucharistisch, Mariaal en Jozefologisch Congres’.
Tijdens zijn ambtsperiode opende de Palmariaans-Katholieke Kerk voor het eerst een een website en accounts op Facebook, Instagram, Twitter, Pinterest en een kanaal op YouTube.
Hoewel hij zichzelf als paus van de Rooms-Katholieke Kerk beschouwd, wordt hij door anderen als tegenpaus gezien.